# Fysing Vikingeby
Fysing er en stor boplads fra vikingetiden i landskabet Angel i Sydslesvig i delstaten Slesvig-Holsten, Nordtyskland. Fundstedet ligger ved bredden af Fysing Å (alternativt Løjt Å) med udsigt over den indre del af fjorden Slien, øst for den nuværende by Slesvig, den middelalderlige efterfølger af vikingetidens Hedeby.
Bopladsen blev opdaget i august 2003 ved metaldetektorundersøgelser foretaget af arkæolog Andres Dobat og Aarhus Universitet. Fra 2010 til 2014 gennemførtes omfattende udgravninger, støttet af Carlsbergfondet . Allerede gennemførte overfladeundersøgelser viste, at lokaliteten med dens nærhed til handelscentret Hedeby og Dannevirkes slispærring (ved overgangen mellem Sliens Lille og Store Bredning) må have spillet en central rolle i regionens politiske og økonomiske struktur  . Stedet i den indre del af Slien ved Fysing Å var strategisk velplaceret og gav et godt overblik over trafikken på Slien. Fysing Å, som var sejlbar med små både op til det centrale Angel, sikrede forbindelsen til baglandet. Fysing-bopladsen eksisterede fra omkring 700 til slutningen af det 10. århundrede. Dens primære funktion var af militær/forsvarsmæssig og strategisk karakter. Som garnisons- og flådebase i det tidlige danske riges sydlige grænseland var den først og fremmest knyttet til Danevirke. Som et regionalt omladningspunkt udfyldte Fysing også en rolle som forbindelsesled mellem overregionale og regionale handelsnetværk. Stedet kan være identisk med det mystiske Sliesthorp, der i tidlige skriftlige kilder nævnes som de første danske kongers fæstning i det danske grænseområde.

## Land- og sølandskabet omkring Fysing
Stedet indtog en fordelagtig topografisk og strategisk beliggenhed, både med hensyn til transport ad vandvejen, militære og strategiske aspekter samt symbolske og repræsentative egenskaber.
Med fjorden Slien lå stedet direkte ved en af de vigtigste vandveje i Nordeuropa. Den smalle passage omkring Rejsholm-halvøen (Palør) syd for stedet udgjorde en strategisk fordelagtig position til at kontrollere og (om nødvendigt) blokere fjorden. Omgivet af vand og/eller sumpet jord på tre steder var stedet placeret i en strategisk fordelagtig position i tilfælde af militære angreb fra land.
Pladsens højtliggende position i landskabet gjorde det muligt at overskue store dele af den indre fjord, herunder den østlige og vestlige flanke af Danevirke, Hedeby og det middelalderlige Slesvig. Set fra fjorden ville bebyggelsen og dens bygninger have været vidt synlige, selv på store afstande.

## Arkæologiske undersøgelser
Efter opdagelsen i 2003 blev Fysing genstand for systematiske metaldetektorafsøgninger, og i 2005 blev der foretaget en geomagnetisk undersøgelse, som dækkede det meste af det formodede bopladsområde (85 000 m²).
En donation fra den danske Carlsbergfond muliggjorde det i 2010 at foretage de første udgravninger i Fysing, som blev ledet af Andres Dobat og Aarhus Universitet i samarbejde med Archäologisches Landesamt Schleswig-Holstein og Stiftung Schleswig-Holsteinische Landesmuseen (på Gottorp Slot). I løbet af fire kampagner fra 2010 til 2014 afdækkede udgravningerne 12.700 m² (ca. 20 % af bopladsområdet).
Et komplet datasæt, der omfatter alle data, der blev genereret under undersøgelserne i Fysing mellem 2003 og 2014, er offentliggjort af Moesgaard Museum på på museumsgis.dk

## Bebyggelsen og dens funktion
Den samlede arealmæssige udstrækning af den tidlige middelalderlige bebyggelse i Fysing var på mellem 60.000 og 85.000 m². Under udgravningerne kunne der registreres 52 grubehuse og 24 treskibede langhuse.
I det 7. og 8. århundrede fungerede Fysing sandsynligvis primært som et samlingssted med forskellige funktioner. I det 9. og 10. århundrede udvikler stedet sig til en mere permanent bebyggelse.
Størstedelen af fundmaterialet afspejler håndværksaktiviteter, herunder specialiserede industrier som bronzestøbning og muligvis endda glasarbejde. Jernsøm, nitter og nitteplader, der primært blev brugt i klinkerbyggede skibe, viser at reparation eller endda bygning af skibe var et vigtigt element. Pilespidser, økser eller øksefragmenter samt en enkelt sværdknap understreger stedets militære karakter. Der kan også antages en militær baggrund for flere artefakter af britisk oprindelse, som repræsenterer bytte fra plyndringstogter. Vægte, sølv, mønter og glasperler tyder på handel og udveksling.

## Bebyggelsens etablering og afslutning/flytning
Vikingetidsbebyggelsen ved Fysing blev etableret en gang i anden halvdel af det 7. århundrede og senest omkring 700. Alle tilgængelige data tyder på, at Fysing blev forladt - eller flyttet til middelalderens og det nuværende Slesvig - på et tidspunkt omkring år 1000 e.Kr.

## Indbyggerne
Fund og bygningsspor viser, at stedet og de fleste af dets beboere havde rod i en skandinavisk kulturel kontekst. Især en lille gruppe af højstatusfund af karolingisk oprindelse og skandinaviske stykker metalarbejder og drikkekar af glas kan forbindes med de øverste lag i det sociale hierarki i vikingetidens samfund. De ledende personer, der opholdt sig på stedet på sæsonbestemt eller permanent basis, var medlemmer af en aristokratisk elite som også indbefattede de skiftende konger og dronninger.
Samtidig var stedet præget af en høj grad af social mangfoldighed, idet beboerne både bestod af en permanent husstand og et formentlig skiftende antal kortvarige besøgende. Blandt sidstnævnte var et betydeligt antal krigere og flådestyrker. Flere brocher af kontinental/frisisk type tyder på tilstedeværelsen af personer af vesteuropæisk oprindelse, i hvert fald i stedets tidlige fase.
Antallet af beboere var sandsynligvis meget varierende, med et højt aktivitetsniveau ved særlige lejligheder (marked, religiøse/politiske sammenkomster osv.) og i situationer med akut behov (militær trussel, kongelig tilstedeværelse osv.).

## Kultiske offerhandlinger
En gruppe af stenfyldte gruber med en central grube med et øksehoved og en stor jernkniv (2010-OA58) kan relateres til slagting af dyr. Deponering af slagteriaffald og våben er et karakteristisk træk ved eliteboliger i hele Skandinavien. Det er således muligt, at de stenfyldte gruber og deponeringen af slagteaffald registreret ved Fysing afspejler dyreofringer og kultiske/religiøse festmåltider.

## Fysing som et knudepunkt for regional omfordeling
Etableringen af Fysing er samtidig med de første tegn på bosættelsesaktivitet omkring Haddeby Nor (Hedebys sydlige bebyggelse≈Südsiedlung) i det 8. århundrede. I den efterfølgende tid og indtil ca. år 1000 eksisterede Fysing samtidig med Hedeby. Sameksistensen af Fysing og Hedeby kan ses som et udtryk for en funktionel specialisering som produktions- og udvekslingssteder. Mens Hedeby først og fremmest var orienteret mod kontinentet og den internationale handel, synes Fysing at have været dybt forankret i en traditionel skandinavisk kontekst og fokuseret på sit regionale opland. Fysing-floden udgjorde en transportrute ind i baglandet (Angel-landskabet), i hvert fald mindre både. Dette ville have gjort Fysing til et ideelt sted for lokal og regional omfordeling af varer.

## Fysing som sæde for en kongelig repræsentant?
I lighed med eliteresidenser ved andre af vikingetidens handelsmetropoler som Birka eller Kaupang (Adelsö/Hovgården, Skiringssal/Husby) kan Fysing have fungeret som sæde for en kongelig repræsentant, en forvalter eller jarl. Omtalen af en kongelig repræsentant ved navn Hovi (comes praefati vici) i Vita Ansgarii (Ansgars liv, 104) fra det 9. århundrede tyder på, at et sådant sted har eksisteret et sted i Hedebys bagland.

## Fysing, Rejsholm og Danevirke
Grundlæggelsen af Fysing omkring 700 e.Kr. sker samtidig med de tidlige udbygninger af forsvarsværket Danevirke, der skulle beskytte den jyske halvø mod indtrængende styrker fra syd. De tidlige faser af Fysing-anlægget hænger formentlig direkte sammen med Rejsholmspærringen (Slispærringen), der blev opført i 737 e.Kr. som et centralt element i Danevirke-forsvaret.
Fysing, der var placeret i centrum af Danevirke-systemet, kan have spillet en vigtig rolle som strategisk knudepunkt og garnison, især for flådestyrker.
Eksistensen af et strategisk knudepunkt og en garnison ved Danevirke fremgår af de Frankiske Annaler, som for året 817 nævner en vis Gluomi som dansk grænsevagt (custos Nordmannici limitis). Det er muligt, at denne Gluomi var en af de stormænd, der var bosiddende i Fysing i begyndelsen af det 9. århundrede.

## Fysing og det historiske Slistorp
Fysing er muligvis identisk med det historiske sted Slistorp, der i de Frankiske Annaler for årene 804 og 808 e.Kr. nævnes som den danske kong Godfreds base, hvorfra han eller hans repræsentanter ikke blot administrerede renoveringen af Danevirke, men også lagde grunden til udviklingen af Hedeby som internationalt handelscentrum.

## Fysing og Slesvig
Afslutningen af bosættelsesaktiviteten i Fysing omkring år 1000 e.Kr. svarer til den formodede begyndelse af middelalderbyen Slesvig ved fjordens nordlige bred. Med etableringen af Slesvig som kongeligt og kirkeligt centrum kan Fysing have mistet sin funktionelle eksistensberettigelse.